# Please Excuse Me for Being Antisocial
| Совокупная оценка | Совокупная оценка |
| Источник          | Оценка            |
| ----------------- | ----------------- |
| Metacritic        | 72/100            |
| Оценки критиков   |                   |
| Источник          | Оценка            |
| AllMusic          | [ 3 ]             |
| NME               | [ 4 ]             |
| Pitchfork         | 6.9/10            |

Please Excuse Me for Being Antisocial — дебютный студийный альбом американского рэпера Родди Рича, вышедший 6 декабря 2019 года на лейбле Atlantic Records.
Выходу диска предшествовали три сингла «Big Stepper», «Start wit Me» при участии Gunna и «Tip Toe» при участии A Boogie wit da Hoodie. В записи альбома также принимали участие Lil Durk, Meek Mill, Mustard и Ty Dolla Sign.
Альбом дебютировал на первом месте в американском хит-параде Billboard 200, а песня «The Box» возглавила чарт синглов Billboard Hot 100.

## Отзывы
Альбом получил положительные отзывы музыкальной критики и интернет-изданий (обзор на Metacritic), например: AllMusic, NME, Pitchfork, Hiphopdx, Billboard, Stereogum, New York Times.

## Награды и номинации
| Награда                | Год  | Категория                    | Результат | Ссылка |
| ---------------------- | ---- | ---------------------------- | --------- | ------ |
| American Music Awards  | 2020 | Favorite Album — Rap/Hip-Hop | Победа    | [ 12 ] |
| Apple Music Awards     | 2020 | Album of the Year            | Победа    | [ 13 ] |
| BET Awards             | 2020 | Album of the Year            | Победа    | [ 14 ] |
| BET Hip Hop Awards     | 2020 | Hip Hop Album of the Year    | Победа    | [ 15 ] |
| Billboard Music Awards | 2020 | Top Rap Album                | Номинация | [ 16 ] |

## Коммерческий успех
Please Excuse Me for Being Antisocial дебютировал на пером месте в американском хит-параде Billboard 200 с тиражом 101,000 альбомных эквивалентных единиц (включая 3,000 чистых продаж альбома). Это первый в карьере Родди Рича чарттоппер в любом хит-параде журнала Billboard. Пять песен с альбома попали в чарт синглов Hot 100, включая чарттопрер «The Box» (№ 1 в Hot 100, высшее место рэпера в его карьере). На вторую неделю альбом спустился на третью строчку с тиражом 81,000 единиц. В третью неделю он остался на третьей позиции Billboard 200 с тиражом 73,000 единиц. На четвёртую неделю альбом спустился на четвёртую строчку с тиражом 74,000 единиц, а на пятую неделю он снова вышел на позицию № 1 в чарте с тиражом 97,000 альбомных эквивалентов, увеличив показатели на 31 % по сравнению с предыдущей неделей.

## Список композиций
По данным сервиса Tidal альбом включает 16 треков.
| №                   | Название                                       | Автор(ы)                                                       | Продюсеры                           | Длительность |
| ------------------- | ---------------------------------------------- | -------------------------------------------------------------- | ----------------------------------- | ------------ |
| 1.                  | «Intro»                                        | Rodrick Moore Jacob Canady Jonathan De La Rosa Eduardo Burgess | ATL Jacob Billboard Hitmakers       | 2:15         |
| 2.                  | «The Box»                                      | Moore Samuel Gloade                                            | 30 Roc Datboisqueeze [a]            | 3:16         |
| 3.                  | «Start wit Me» (при участии Gunna)             | Moore Sergio Kitchens Tahj Morgan Jasper Harris                | JetsonMade Harris                   | 2:38         |
| 4.                  | «Perfect Time»                                 | Moore Eric Sandoval Anthony Beecham                            | Sonic Beecham                       | 2:22         |
| 5.                  | «Moonwalkin» (при участии Lil Durk)            | Moore Durk Banks Sandoval Fabio                                | Sonic Fabio Keanu Beats [a]         | 2:47         |
| 6.                  | «Big Stepper»                                  | Moore Cristian Gonzalez Joseph Nguyen Steven Alexander         | Flexico Figurez Made It DJ Shawdi P | 2:55         |
| 7.                  | «Gods Eyes»                                    | Moore Sandoval                                                 | Sonic                               | 2:15         |
| 8.                  | «Peta» (при участии Meek Mill)                 | Moore Robert Williams Nils Noehden Ozan Yildirim               | OZ Nils                             | 3:18         |
| 9.                  | «Boom Boom Room»                               | Moore Milan Modi Brain Anamayatana Vid Vučenović               | Yung Lan Kilo Keys ForeignGotEm     | 2:47         |
| 10.                 | «Elyse's Skit»                                 |                                                                |                                     | 0:23         |
| 11.                 | «High Fashion» (при участии Mustard)           | Moore Dijon McFarlane Shahrukh Zaman Khan                      | Mustard GYLTTRYP                    | 3:40         |
| 12.                 | «Bacc Seat» (при участии Ty Dolla Sign)        | Moore Tyrone Griffin Modi                                      | Yung Lan                            | 2:52         |
| 13.                 | «Roll Dice»                                    | Moore Gloade                                                   | 30 Roc Datboisqueeze [a]            | 2:50         |
| 14.                 | «Prayers to the Trap God»                      | Moore Sandoval Saint Mino                                      | Sonic Saint Mino                    | 2:40         |
| 15.                 | «Tip Toe» (при участии A Boogie wit da Hoodie) | Moore Artist Dubose Gianni van den Brom Beck Norling           | Niaggi Pilgrim                      | 3:05         |
| 16.                 | «War Baby»                                     | Moore Ashley Kember Sandoval                                   | Sonic Kember                        | 3:15         |
| Общая длительность: | Общая длительность:                            | Общая длительность:                                            | Общая длительность:                 | 43:18        |

Уточнение
- ↑  неуказанный сопродюсер[24][25]

## Чарты
| Чарт (2019—2020)                    | Высшая позиция |
| ----------------------------------- | -------------- |
| Австралия (ARIA)                    | 33             |
| Бельгия/Фландрия (Ultratop)         | 52             |
| Бельгия/Валлония (Ultratop)         | 171            |
| Канада (Canadian Albums Chart)      | 2              |
| Нидерланды (Album Top 100)          | 6              |
| Финляндия (Suomen virallinen lista) | 24             |
| Франция (SNEP)                      | 120            |
| Ирландия (IRMA)                     | 30             |
| Новая Зеландия (RMNZ)               | 24             |
| Норвегия (VG-lista)                 | 7              |
| Швеция (Sverigetopplistan)          | 14             |
| Великобритания (UK Albums Chart)    | 17             |
| США, Billboard 200                  | 1              |

## Сертификации
| Регион | Сертификация | Продажи   |
| --- | ------------ | --------- |
| США (RIAA) | Платиновый   | 1 000 000 |
| * Данные о продажах приведены только на основе сертификации. · ^ Данные о тиражах приведены только на основе сертификации. · Данные о продажах + прослушиваниях приведены только на основе сертификации. |              |           |